# Aztec (Új-Mexikó)
Aztec település az Amerikai Egyesült Államok Új-Mexikó államában, San Juan megyében, melynek megyeszékhelye is. Lakosainak száma 6201 fő (2020. április 1.).

## Népesség
A település népességének változása:

| 2010 | 6 763 |
| 2020 | 6 201 |

## Világörökség
A település mellett található az Aztec Pueblo kulturális világörökségi helyszín.